# Rheintaler Ribelmais

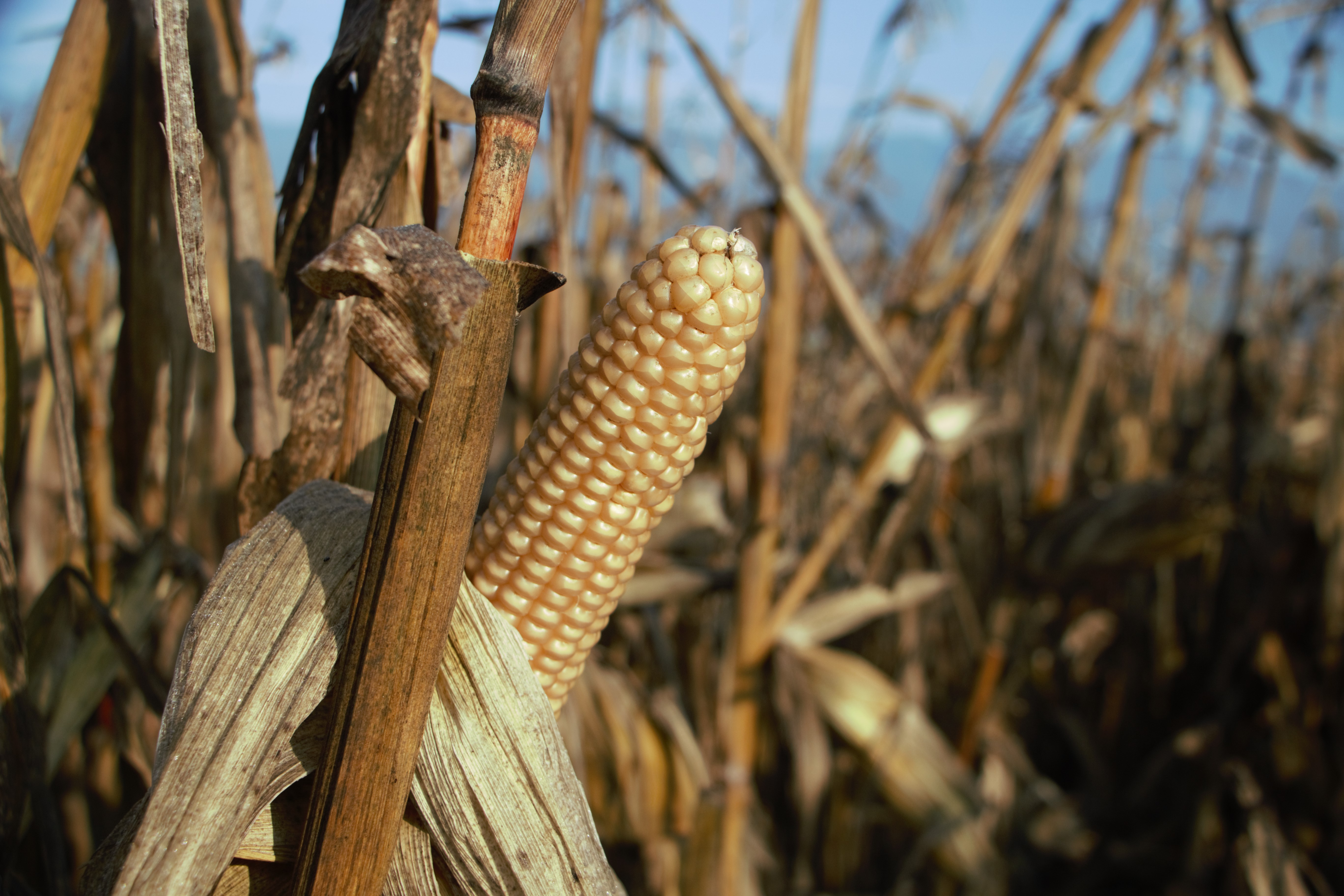
Ribelmaiskolben

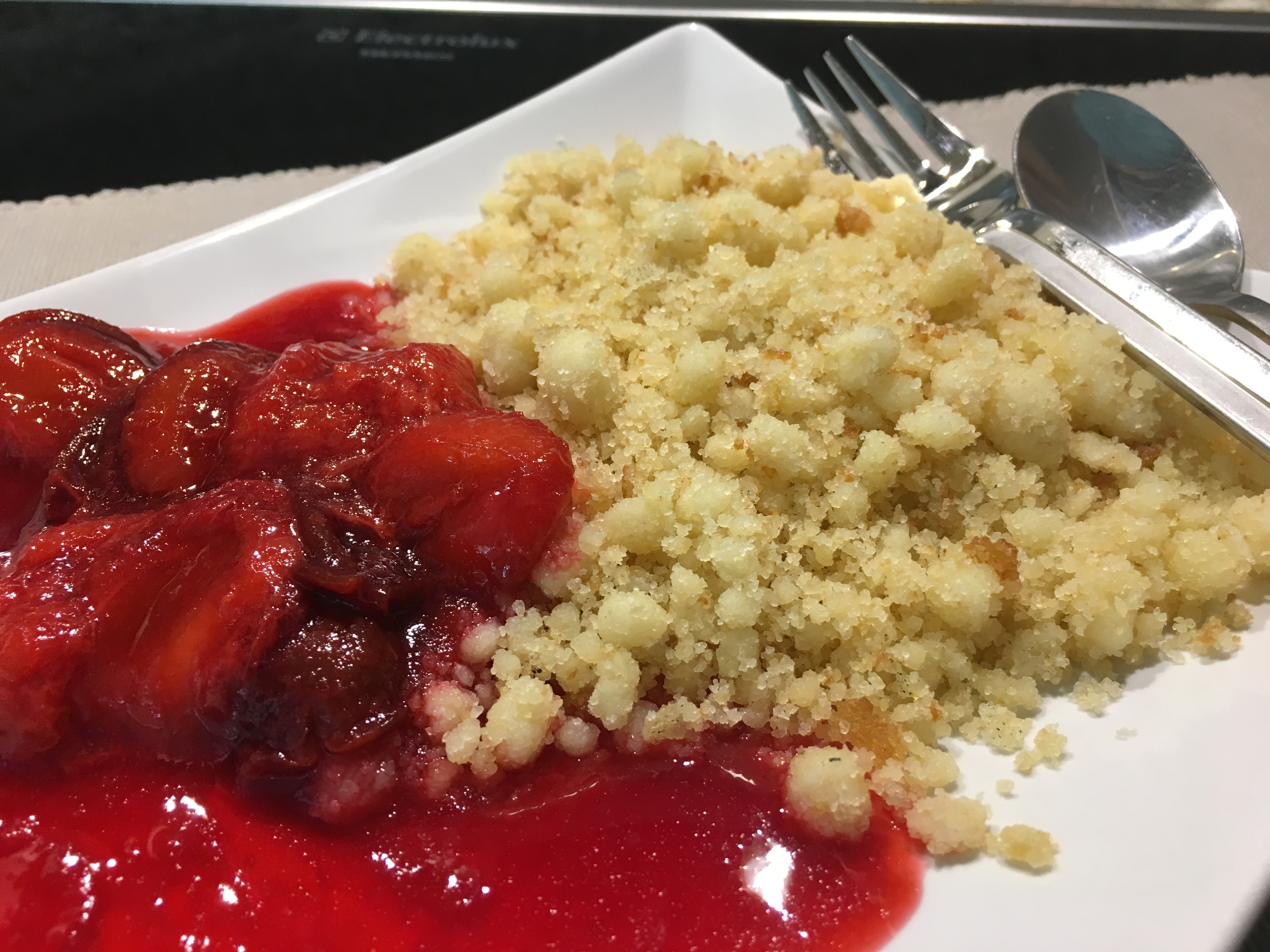
Rheintaler Ribelmais, traditionell zubereitet

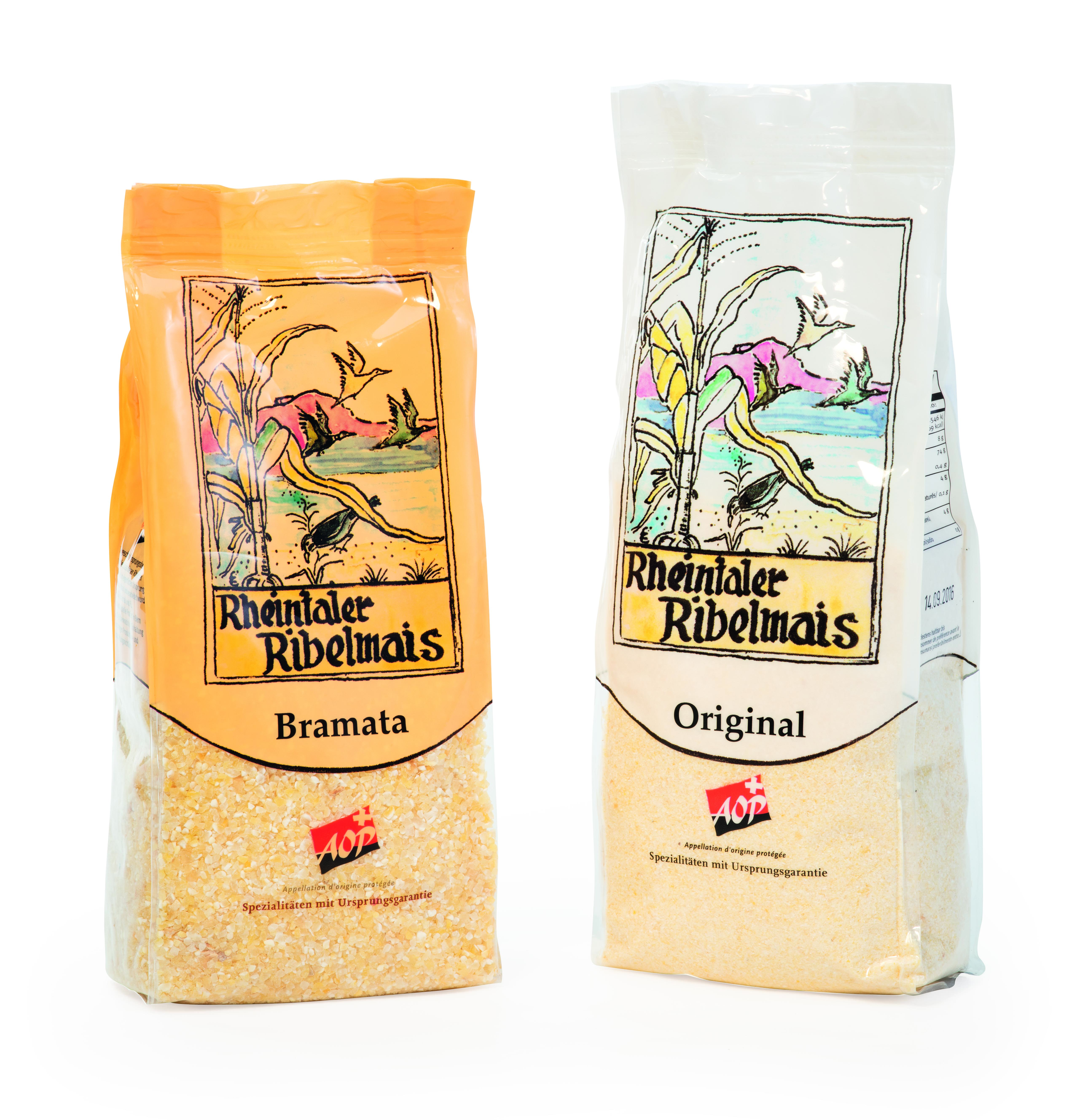
Rheintaler Ribelmais Bramata AOP und Original AOP

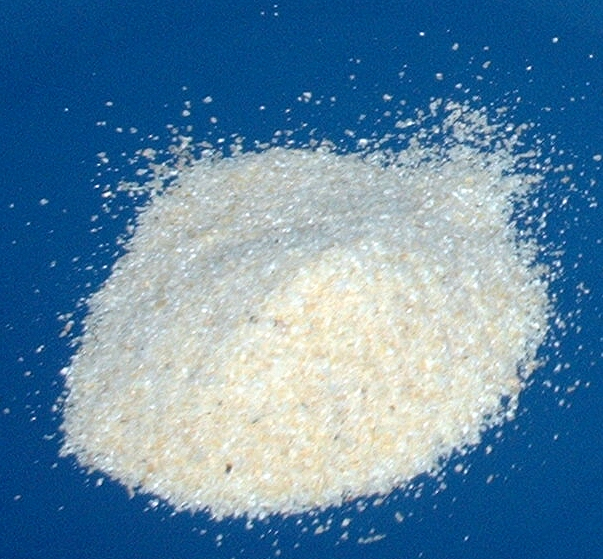
Gemahlener Rheintaler Ribelmais, sogenanntes «Ribelmehl».

Rheintaler Ribelmais, Rheintaler Ribel oder Türggenribel ist ein Mahlprodukt, das aus einer traditionellen Maissorte aus dem Schweizer Rheintal und Liechtenstein hergestellt wird. Rheintaler Ribel AOP (ehemals AOC) ist seit Sommer 2000 das einzige Schweizer Getreideprodukt mit geschützter Herkunftsbezeichnung. Der Name Ribelmais kommt vom traditionellen Gericht Ribel, das daraus hergestellt wird.

## Geschichte
Der Mais spielt im Rheintal auf Schweizer und Vorarlberger Seite sowohl in der Kulturgeschichte als auch in der Wirtschaftsgeschichte eine wesentliche Rolle. Der Maisanbau fasste im Rheintal im 17. Jahrhundert Fuss, wobei der Mais aus damaliger Sicht aus dem Balkan kam, wodurch die Bezeichnung Türggen oder Türggenkorn für Mais entstand. Das nord-südlich ausgerichtete Rheintal hat durch den Föhneinfluss ein milderes Klima als die Umgebung, wodurch der Mais ausgezeichnet gedeiht.
Der Rheintaler Ribelmais zeichnet sich durch eine grosse genetische Vielfalt aus, da beim kleinräumigen Anbau jeweils die schönsten Kolben für die neue Aussaat verwendet wurden, und durch diese jahrhundertelange Selektion Sorten entstanden, die bestens an die lokalen Gegebenheiten angepasst sind. Allgemein zeichnet sich der Ribelmais dadurch aus, dass er im Frühjahr unter kühlen Bedingungen deutlich besser wächst als heutige Futtermaissorten, weshalb er in den letzten Jahren in der Schweiz für Neuzüchtungen einbezogen wurde.

## Anbaugebiete
Das Herkunftsgebiet beschränkt sich auf das nord-südliche Rheintal oberhalb des Bodensees:
- die Wahlkreise Rheintal, Sarganserland und Werdenberg im Kanton St. Gallen
- die Gemeinden Fläsch, Jenins, Landquart, Maienfeld, Malans, Untervaz und Zizers im Kanton Graubünden
- das Fürstentum Liechtenstein

## Verwendung
Der Rheintaler Ribelmais wird für die Zubereitung von Speisen und Lebensmitteln verwendet. Im Rheintal ist er gebräuchlich für traditionelle Maisgerichte, den Rheintaler Ribelmais. Der grob gemahlene Ribelmais (Bramata) wird als Polenta gekocht. Es muss darauf geachtet werden, den Ribelmais länger als andere Sorten quellen zu lassen. Der Ribelmais schmeckt nussig. 

### Rheintaler Ribel
Ribel war vom 18. bis ins 20. Jahrhundert das Hauptnahrungsmittel der kleinbäuerlichen Rheintaler Bevölkerung. Vor allem gerösteter, grob geriebelter Mais wurde zubereitet, den man früher aus einer grossen Schüssel mit Apfelmus oder anderem Fruchtmus löffelte oder auch in den Kaffee tunkte. Der Ribel kann auch mit Zucker oder Kakao bestreut werden. Der übrig gebliebene Ribel kann zum Frühstück, anstelle von Haferflocken oder Kornflakes, mit Milch übergossen oder im Kaffee eingeweicht, gegessen werden.

### Maisbier
Die in Rebstein beheimatete Brauerei Sonnenbräu führte 1991 anlässlich ihres 100-jährigen Bestehens ein Culinarium-Bier, das Rheintaler Maisbier in den Markt ein. Es wird aus Rheintaler Ribelmais und anderen einheimischen Zutaten gebraut. Seit 2008 wird es unter dem geschützten Warenzeichen mit Rheintaler Ribelmais Ribelgold vertrieben.

### Whisky
1999 begann Arnold Graf von der Sonnenbräu, mit Whisky zu experimentieren, nachdem in der Schweiz das Schnapsbrennen mit anderen Ausgangsstoffen als Kern- und Steinobst erlaubt wurde. Das Ergebnis ist der Rheintaler Ribel-Swisslander-Whisky, der erstmals 2010 in den Handel kam.